# Marslakó
A marslakó a Mars bolygón élő vagy élt feltételezett vagy kitalált értelmes lény. A szó átvitt értelemben használatos azoknak az Amerikai Egyesült Államokba emigrált magyar tudósoknak a közös elnevezéseként is, akik alapvetően járultak hozzá a 20. századi tudás és technológia fejlődéséhez.
A gondolat, hogy a Mars lakott, vagy valamikor lakott volt, hosszú történetre tekint vissza, védelmezői között többek közt Courtney Brown neve ismert. Nem kizárt, hogy van, vagy lehetett élet a Marson, és ez a kérdés a folyamatban lévő Mars-kutatás legnagyobb érdeklődéssel övezett területe. Ám bizonyítékot a marsi életre ez ideig nem sikerült találni, és a múlt századi elképzeléseknek megfelelő marslakó-emberkék létezése puszta legendának bizonyult; ha jelenleg van élet a bolygón, az mai tudásunk szerint kizárólag mikroszkopikus jellegű lehet.
Az intelligens marslakók gondolatát többek közt Percival Lowell népszerűsítette. Az irodalmi fikció területén különösen ismert Edgar Rice Burroughs John Carter (Barsoom) sorozata, H. G. Wells regénye, a Világok harca (The War of the Worlds) és Ray Bradbury Marsbéli krónikák című novellagyűjteménye (The Martian Chronicles).
Alfred Wallace megfigyelései ellenére – melyek szerint a marsi atmoszféra túl vékony ahhoz, hogy a földi élővilághoz hasonlót fenntartson – a 20. században egy sor népszerű leírás született a marsi civilizáció lehetséges formáiról. A bolygó első világűrben készült fényképei összezúzták a reményeket, hogy hamarosan elkövetkezhet a marslakókkal való kapcsolatba lépés, a korábbi marsi civilizációkra vonatkozó – gyakran kétes – elméletek azonban mind a mai napig élnek. (Ilyenek például az először 1976-ban fotografált „Mars-arc”-hoz kötődő elméletek.)

## Wells marslakói
H. G. Wells regényében tintahalszerű teremtményekként írja le a marslakókat: a „test” csak egy fejből áll, szemekkel, V alakú, ajak nélküli szájjal és tizenhat csáppal. A lények közt nincsenek férfiak és nők, a lények önmagukban is képesek utódokat „rügyezni”. A marslakók Wells leírása szerint csak agyból, tüdőből, szívből és erekből állnak, emésztőszerveik nincsenek. A fej hátsó részén elhelyezkedő fül, mondja Wells, a mi atmoszféránkban vélhetően használhatatlan.
Wells szintén megemlíti, hogy feltételezhetően két faj él a Marson. Az egyik, amely megtámadja a Földet, a másik pedig – amelyről kevesebb szó esik – csakis az előzőek élelemforrásaként szolgál (hasonló viszonyban állnak tehát, mint az Eloi és a Morlock Wells másik regényében, az Időgépben). Az alsóbbrendű faj csontvázait a marslakók szállítóeszközeiben találták meg. Ez a faj kétlábú volt, és hasonló az emberekhez. Mivel a marslakóknak nincs emésztőrendszerük, csak úgy tarthatják fenn magukat, hogy közvetlenül pumpálják a vért magukba a másik faj egyedeiből. Két-három ilyen teremtményt a marslakók magukkal hoztak, és a leszállás előtt megölték őket. Mindezekkel magyarázható a marslakók vonzódása az emberi vérhez.
A médiatörténet talán leghíresebb beugratása (hoax) a Wells-regényhez és a marslakókhoz kötődik: 1938-ban pánikot okozott Amerikában, amikor a CBS rádióállomásai leadták Orson Welles Wells alapján készült rádiójátékát az idegenek támadásáról.
A Wells-regény számos adaptációja agresszorként mutatja be a marslakókat, bár néha jelentős eltérésekkel az eredeti változattól, mint az 1953-ban készült filmben is. Mivel a tudományos vizsgálatokra alapozott elfogadott elméletek kizárják, hogy bármi is lehetne a Marson, ami megtámadhatná a Földet, a támadó marslakók ideája a korábbiakhoz képest jelentősen megkopott. Ezt mutatja Steven Spielberg 2005-ös adaptációja és a Világok harca tévésorozat is, amelyek ugyan még a Marshoz kötik az inváziót, az idegen lények számára azonban csak átmeneti bázis a Mars (tehát ők csak kvázi-marslakók).

## A „valódi” marslakók
A köznapi gondolkodásban a „marslakó” szó, pont a marslakókról szóló rengeteg történet hatására, a földönkívüli értelmes élet szinonimájává vált. Ha pedig valamikor sikerül terraformálni a Marsot, a telepesek leszármazottjai joggal mondhatják majd magukat marslakóknak. A bolygó gyarmatosítására törekvő Mars Társaság (Mars Society) tagjai félig humorosan „száműzött marslakók”-nak nevezik magukat.

## Magyarok = marslakók?
A többek közt Marx György által leírt történet szerint Enrico Fermi tette fel a híres kérdést, vajon hol késnek a földönkívüliek, ha az intelligencia kialakulásának valószínűsége a világegyetemben olyan magas. A történet szerint Szilárd Leó válasza ez volt: – „Itt vannak közöttünk, de magyaroknak mondják magukat.” A válasz azon a tényen alapult, hogy Magyarország – azon belül is Budapest (néhány belvárosi középiskolája) lélekszámához mérten valószínűtlenül nagy számban adott nagy tudósokat a világnak. A marslakók legendája a második világháború idején Los Alamosban terjedt el. Teller Ede maga is büszkén emlékezik vissza rá, hogy sokan felfigyeltek a „marslakókra”, a magyar tudósokra, akik gyakran mutatkoztak együtt és ilyenkor egy mások számára valószerűtlen nyelven – magyarul – beszélgettek.
A visszaemlékezések, cikkek, tanulmányok az alábbi magyar tudósokat tartották a marslakók közé tartozóknak: Neumann János, Szilárd Leó, Teller Ede, Wigner Jenő, Kármán Tódor, Bárány Róbert, Gábor Dénes,  Lánczos Kornél, Oláh György, Telegdi Bálint, Hevesy György, Polányi János, Bay Zoltán.